# Attentats de Beyrouth du 23 octobre 1983
Les attentats de Beyrouth du 23 octobre 1983 sont deux attentats-suicides quasi simultanés qui frappent les contingents américain et français de la Force multinationale de sécurité de Beyrouth durant la guerre du Liban. Les deux attentats sont revendiqués par le Mouvement de la révolution islamique libre puis par l'Organisation du Jihad islamique. Le premier attentat tue 241 soldats américains, le second 58 parachutistes français ainsi que six Libanais. Le déroulement et les responsables précis des attentats restent inconnus.

## Le mandat de l'ONU

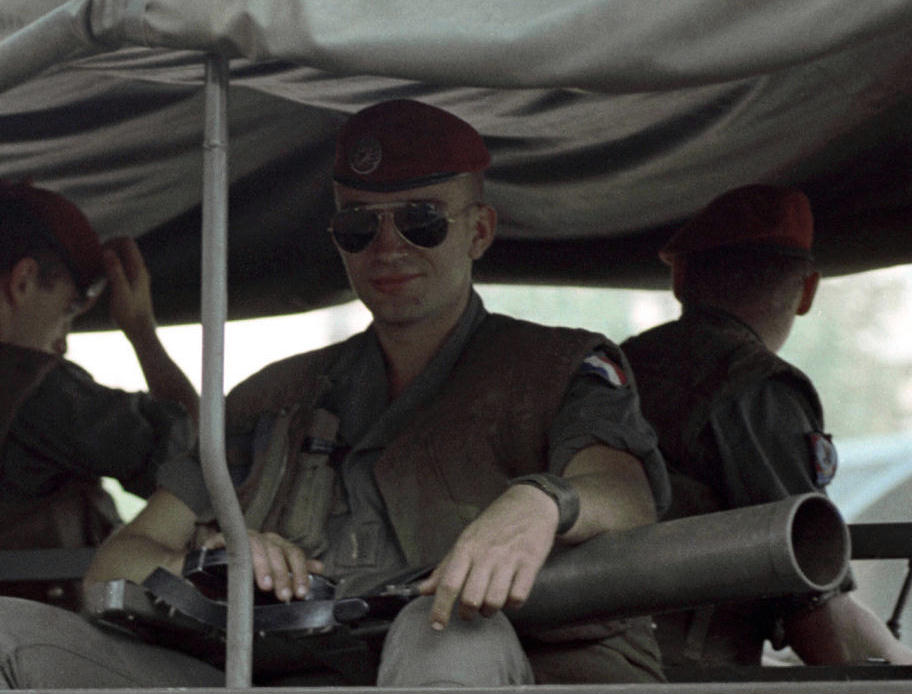
Parachutistes français de la Force multinationale de sécurité à Beyrouth avec un LRAC F1, 1er avril 1983.

En septembre 1982, dans un Liban déchiré par la guerre civile, se met en place une force de maintien de la paix dénommée Force multinationale de sécurité à Beyrouth, sans le soutien de l'ONU. Celle-ci comprend des unités militaires françaises (2 000 soldats), américaines (1 600 soldats, deux porte-avions), italiennes (1 400 soldats) et britanniques (100 soldats). Le contingent français, parti le 24 septembre 1982 de Toulouse, compte 1 650 soldats, avant d'être renforcé pour atteindre 2 000 soldats (engagés ou appelés volontaires service long).
La force multinationale de sécurité avait déjà été attaquée à plusieurs reprises avant les deux attentats simultanés du 23 octobre. Ces attaques, individuelles ou concertées, avaient coûté la vie à dix-huit soldats français, huit Marines américains et un soldat italien.

## Le poste Drakkar
La force française est composée de cadres aguerris et d'appelés volontaires du 1er régiment de chasseurs parachutistes. Ils ont installé un de leurs cantonnements dans l'immeuble Drakkar de huit étages situé dans le quartier de Ramlet El Baida, qu'ils ont baptisé « poste Drakkar » aux coordonnées géographiques suivantes 33° 52′ 10″ N, 35° 29′ 17″ E (les différents postes français sont appelés Caravelle, Kayak, Sampan, Boutre, Gondole, etc.).

## Déroulement
Le samedi 22 octobre, l'alerte est donnée et la possibilité d'une attaque du bâtiment Drakkar est prise en compte. Les « paras » dorment en tenue de combat, à portée de leurs armes.
Peu avant six heures, l'adjudant de compagnie inspecte les abords tandis que l'équipage d'une jeep part chercher les croissants du dimanche.
À environ 6 h 18 UTC+2, un attentat au camion piégé touche le contingent américain du 1er bataillon du 8e régiment des Marines rattaché à la 24e Marine Amphibious Unit (MAU) basée à l'aéroport international de Beyrouth. Il cause la mort de 241 personnes dont 220 Marines, 18 marins de la marine américaine, 3 soldats de l'armée de terre et en blesse une centaine d'autres. 
Les paras de la 3e compagnie bondissent à leurs postes de combat. L'immeuble Drakkar se met à trembler, puis soufflé par une explosion, le bâtiment se soulève et retombe sur le côté dans un effet domino. Environ deux minutes plus tard, cinquante-huit parachutistes français de la force multinationale, soit 55 parachutistes de la 3e compagnie du 1er RCP et 3 parachutistes du 9e RCP, trouvent la mort dans un attentat similaire : l'attentat du Drakkar entraîne la destruction de l'immeuble qu'ils occupent comme quartier général (surnommé « poste Drakkar », anciennement occupé par les services secrets syriens,). Quinze autres sont blessés. Vingt-six militaires sont indemnes.
Si le déroulement de l'attentat contre le bâtiment des marines américains est bien établi (camion Mercedes-Benz jaune rempli de six tonnes de TNT), du côté français, deux thèses s'affrontent. La version gouvernementale évoque un camion piégé dont aucune trace n'a été retrouvée, tandis que l'analyse des photos des décombres permet à des spécialistes d'établir la présence d'explosifs sous le bâtiment. Cette approche est corroborée par les rescapés, lesquels se souviennent de l'impossibilité d'accéder au sous-sol du Drakkar en véhicule. De plus, les parachutistes de garde ce jour-là n'ont pas vu de véhicule suicide.
Selon les autorités politiques en responsabilité à l'époque, l'attaque aurait été réalisée à l'aide d'un pick-up chargé de 250 kg de TNT dont le conducteur se serait fait exploser sur la rampe d'accès au sous-sol du bâtiment ; le véhicule se serait soulevé dans les airs avant de retomber à sept mètres de distance. Tous les rescapés confirment que la destruction du poste Drakkar n'est pas due à l'explosion du véhicule piégé, aucun débris n'ayant été retrouvé. L'immeuble, qui auparavant était occupé par les services secrets syriens, aurait pu être miné ; une hypothèse a priori infirmée par l'enquête. Les sous-sols de Beyrouth, comme beaucoup de lieux de conflits, disposaient à l'époque de nombreux souterrains. Ainsi les explosifs auraient pu être installés quelques heures avant l'attentat.
Une semaine après l'attentat, les familles sont invitées aux obsèques nationales aux Invalides. Dans l'attente, les cercueils scellés à Beyrouth sont convoyés à Évreux et confiés à la garde de BA 105.
| Nationalité | Morts |
| ----------- | ----- |
| États-Unis  | 241   |
| France      | 58    |
| Liban       | 6     |

## Les représailles

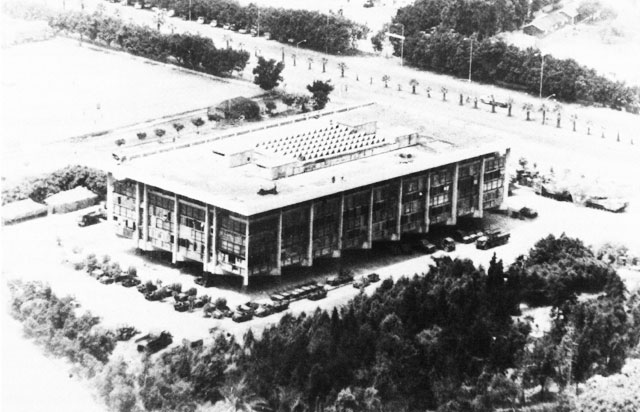
Le casernement des Marines à Beyrouth avant sa destruction.

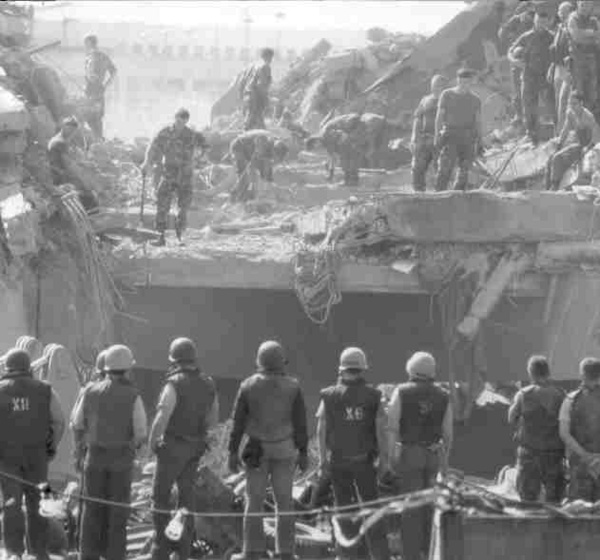
Secours dans les ruines après l'explosion.

La France et les États-Unis accusent le Hezbollah et l'Iran, qui démentent les accusations.
Le président François Mitterrand se rend sur place le lendemain pour apporter son soutien au contingent français. Un grand hommage dans la cour d'honneur des Invalides a lieu en présence de la classe politique le 2 novembre 1983.
En représailles, le service Action de la DGSE, dirigé par le colonel Jean-Claude Lorblanchés, organise une opération « homo », dans la nuit du 6 au 7 novembre 1983, à l'aide d'une Jeep bourrée de 600 kilos d'explosifs devant exploser devant le mur d'enceinte de l'ambassade d'Iran de Beyrouth. L'opération, au nom de code « opération Santé », ne se déroula apparemment pas comme prévu, à cause d'un problème technique, lié probablement aux retardateurs de la bombe, la Jeep n'explosa pas, possiblement délibérément, afin de servir d'avertissement (avec un béret comme signature) selon Alain Chouet. 
La seconde riposte est l'opération Brochet le 17 novembre 1983 : huit Super-Étendard de la Marine nationale décollant du porte-avions Clemenceau effectuent un raid sur la caserne Cheikh Abdallah, une position des gardiens de la révolution islamique et du Hezbollah dans la plaine de la Bekaa. Ils larguent, selon les sources ouvertes, une trentaine de bombes qui tuent une dizaine de miliciens chiites et une douzaine de soldats iraniens, mais la caserne a été désertée par la majorité de ses occupants, prévenus du raid par une fuite d'un diplomate français proche du ministre des Affaires étrangères Claude Cheysson, opposé à toute riposte militaire.
Le 8 mars 1985, la CIA organise un attentat à la voiture piégée en représailles à l'attaque contre les troupes américaines. L'attentat devait principalement tuer Mohammad Hussein Fadlallah, un représentant religieux influent auprès de la population chiite libanaise, qui bien que non lié à ces événements et opposé aux attaques suicides était proche du Hezbollah. Celui-ci échappe à l'attentat, mais la puissance de l'explosion tue 80 personnes et en blesse plus de 200 autres parmi les habitants du quartier.
Imad Moughniyah, considéré comme le responsable des attaques, est tué dans un attentat à la bombe le 12 février 2008, même si le lien entre ces événements n'a pas été établi.
Aujourd'hui encore, le souvenir de cet attentat demeure vivace et constitue un traumatisme pour l'armée française : de telles pertes subies lors d'une seule attaque n'ont pas été atteintes depuis et l'attentat du Drakkar sert souvent de référence, comme cela est le cas avec l'embuscade de Surobi de 2008 où 10 militaires français sont tués ou avec la collision de deux hélicoptères de l'Armée de terre au Mali le 25 novembre 2019 qui tue 13 soldats français.
Le 30 juillet 2024, lors d'une frappe aérienne à Beyrouth, Israël élimine Fouad Chokr, l'un des planificateurs et exécutants des attentats.
Le 20 septembre 2024, lors d'une nouvelle frappe aérienne à Beyrouth, Israël élimine Ibrahim Aqil, qui était suspecté par les États-Unis d'être également impliqué dans les attentats.
Le 29 septembre 2024, Israël élimine Hassan Nasrallah, également impliqué selon les Etats-Unis dans les attentats de Beyrouth de 1983. Le président américain Joe Biden et sa vice-présidente Kamala Harris se félicitent de l'assassinat de Hassan Nasrallah qui était « un terroriste avec du sang américain sur les mains ». Le président français Emmanuel Macron ne fait pas de commentaires sur la mort de Nasrallah.

## Responsables des attentats
L'attentat du Drakkar aurait été un acte de représailles de l'Iran au prêt à l'Irak par la France d'avions de combat Super-Étendard équipés de missiles Exocet et accompagnés de pilotes instructeurs français. À l'origine secrète, l'opération Sugar aurait été rendue publique par une indiscrétion gouvernementale, ce qui aurait conduit l'Iran à se considérer en guerre avec la France. Selon le général François Cann, qui commandait la Force multinationale de sécurité à Beyrouth (FMSB) à l'époque, une autre raison aurait été l'interruption unilatérale par la France du contrat Eurodif signé avec le Shah d'Iran et gelé au moment de l'arrivée au pouvoir de l'ayatollah Khomeini.

## Dans la culture
Cet événement a inspiré un chant qu'a chanté, entre autres, le chœur Montjoie Saint-Denis : Occident en avant, ainsi que le chant Ceux du Liban.

### Filmographie
- L'attentat du Drakkar, film documentaire d'Amal Mogaïzel, France, 2010, 55 min.